# Lago Ossa

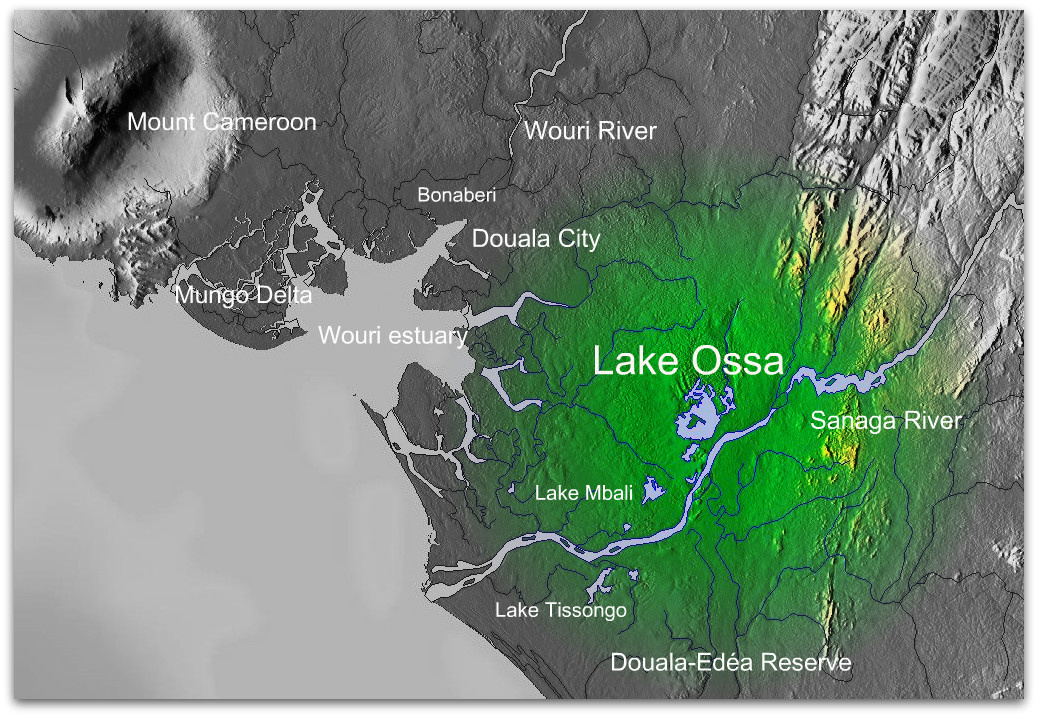
Lago Ossa

Il Lago Ossa è un complesso lacustre sito nel dipartimento di Sanaga-Maritime, nella Regione del Litorale, in Camerun. Si trova ad ovest della città di Edéa.

## Geografia fisica

### Morfologia
Il lago Ossa forma assieme ai laghi più piccoli Mevia a nord-est e Mwembe a sud-ovest, il complesso del lago Ossa. Il complesso lacustre copre un'area di 39,27 km² ed costituisce il più grande lago naturale del Camerun.
La profondità massima è di 10 metri, per una media di 3 metri, secondo le rilevazioni del 1987.
I laghi hanno una forma sezionata, con numerose insenature e 22 isole. Il lago Ossa è largo 7 km nel punto più largo. I laghi si trovano nel bacino inferiore del fiume Sanaga e sono collegati ad esso da uno stretto canale lungo 3 km.

### Geologia
Il complesso lacustre è stato creato dai movimenti tettonici della crosta terrestre.

## Ambiente

### Fauna
Il complesso lacustre ospita il lamantino africano (Trichechus senegalensis), il coccodrillo nano (Osteolaemus tetraspis), la tartaruga dal guscio molle africana (Trionyx triunguis). I laghi ospitano 36 specie di pesci, in 21 famiglie: otto specie di ciclidi, sei specie di Mormyridae, tre di Alestidae e due di Claroteidae.

### Flora
Nel 2016 ha fatto la sua comparsa la Salvinia adnata, una felce acquatica infestante, nota come "erba pesce gigante". Originaria del Brasile, è probabilmente stata portata dal vento o da alcuni uccelli migratori. Nel 2020 la Salvinia ha ricoperto un quarto della superficie del lago Ossa, mettendo a repentaglio l'ecosistema ed in particolare i lamantini.
Le rive del lago sono spesso ripide, in pendenza da 70 a 80 metri sopra la superficie del lago. Le rive sono ricoperte da foreste pluviali di pianura, parte dell'ecoregione delle foreste costiere di Cross-Sanaga-Bioko. Gli alberi comuni includono azobe (Lophira alata), ndo’o (Irvingia gabonensis), sughero africano (Musanga cecropioides), afara (Terminalia superba) e iroko (Milicia excelsa). C'è una foresta paludosa d'acqua dolce all'estremità sud-orientale del lago intorno al canale di deflusso, con gli alberi Pandanus, Raphia, Mitragyna e Uapaca.

### Aree protette

#### Riserva Faunistica Lago Ossa
La Riserva Faunistica del Lago Ossa (Réserve de Faune du Lac Ossa) copre un'area di 45,39 km².
La riserva è stata istituita il 2 dicembre 1948 dall'ordine n. 538 del governo coloniale. I confini della riserva sono stati chiariti dall'Ordine n. 14-2 del 6 luglio 1974. La riserva è nella categoria IV della Classificazione internazionale delle aree protette.

## Geografia antropica
La città più grande è Beach, a sud-est del lago. Ci sono diversi piccoli villaggi intorno alla riva del lago.

## Economia
Il lago è un'importante fonte di pesce e sostiene una comunità di pescatori di piccole dimensioni e venditori di pesce che forniscono pesce a Dizanguè ed Edéa. Il lago Ossa è un sito popolare per la pesca sportiva, la nautica e gli sport acquatici.